# Лопата (Кировская область)
Лопата — деревня в Оричевском районе Кировской области в составе Пищальского сельского поселения.

## География
Расположена на расстоянии менее 3 км на юг от административного центра поселения села Пищалье.

## История
Была известна с 1727 года как починок Поломский Первой с 1 двором, к 1764 году 10 жителей.  Принадлежал к Истобенскому Троицкому монастырю. В 1873 году здесь (починок Поломский или Лопата) отмечено дворов 3 и жителей 31, в 1905 8 и 73, в 1926 (уже деревня Лопата или Поломский) 15 и 96, в 1950 16 и 68, в 1989 оставалось 7 жителей. Настоящее название утвердилось с 1939 года. В начале XX века до 1920-х годов существовал Покровско-Богородицкий женский монастырь. В 1930-х годах на территории бывшей обители действовала районная школа трактористов. В 1929 году из вывезенных помещений были собраны корпуса Посадской больницы, ряд зданий был использован для дома культуры, библиотеки, дома колхозников (гостиница) в поселке Оричи.

## Население
Постоянное население  составляло 3 человека (русские 100%) в 2002 году, 2 в 2010.